# Mare de Déu de la Salut de Xirivella

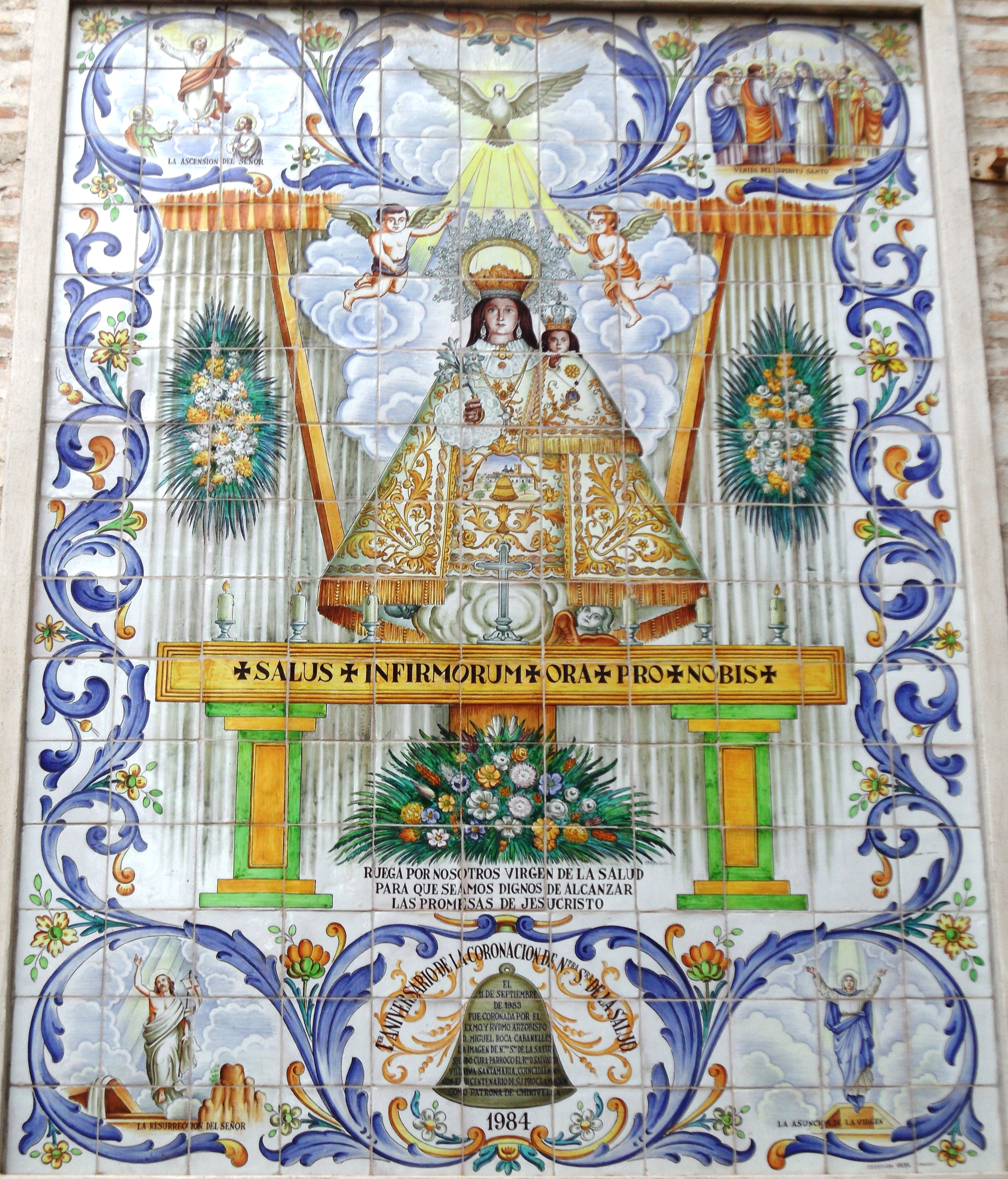
Aquesta és la imatge que rep la Mare de Déu de la Salut, a les portes de la parròquia Mare de Déu de la Salut, de Xirivella.

La Mare de Déu de la Salut (descobriment de finals del segle XVI i principis del segle XVII) és un dels emblemes del poble de Xirivella, que passa de pares a fills i que, tot i les dificultats, s'ha mantingut fins als nostres dies, superant fins i tot el simple caràcter religiós.

## Història

### Arxius
Els fons que es conserven a l'arxiu parroquial de l'església de Nostra Senyora de la Salut són reduïts, a causa dels diversos espolis que ha patit l'arxiu al llarg del temps, el més important dels quals va ser el saqueig i l'incendi del 1936 dels béns parroquials. També van desaparèixer els llibres de fàbrica, encara que falten inventaris anteriors al 1936 que ens puguin ajudar a conèixer amb exactitud què es va perdre en aquells dies. Des del 1940 es conserven expedients matrimonials, de defunció, llibres de fundacions, de visites i llibres referents al cementiri.
Però no va ser fins al 1984 que, amb l'arribada de Fernando Domínguez, es va poder parlar d'una conservació més sistemàtica i ordenada de la documentació.

### Descobriment
Una tradició popular recull que la imatge de la Verge de la Salut de Xirivella va ser trobada a sota d'una campana soterrada en un olivar, cas idèntic d'altres imatges del territori valencià. Aquests tipus de descobriments eren explicats dient que aquestes imatges varen ser amagades durant les invasions islàmiques per a salvar-les de la ira dels musulmans.
Després de la conquesta cristiana del Regne de València el 1238, varen ser trobades en circumstàncies singulars, ocultades en coves, al costat de fonts, o soterrades, com és en aquest cas. Però la realitat és que cap d'elles no és anterior al segle xiii, ja que és impossible que hagen sigut ocultades abans d'aquesta època.
En el cas de la Verge de la Salut és molt probable que el seu descobriment s'haja produït a finals del segle XVI o a principis del segle XVII, perquè en l'any 1604 es va construir una ermita per a senyalar el lloc on es va produir el seu descobriment.

### Devoció
El centre gravitatori de Xirivella ha estat una menuda imatge de pedra: la Mare de Déu de la Salut. Aquesta mareta des del seu temple parroquial, que està situat al mig de Xirivella, ha acompanyat i protegit el poble des de fa més de quatre segles. Hui és un dels signes identificatius locals i quasi ningú no dubta a equiparar la perdurabilitat de la seua devoció amb el manteniment d'una personalitat grupal pròpia.
A partir d'aquesta s'ha anat desenvolupant bona part de la història de la població i ella ha presidit en tot moment els esdeveniments del poble.
El poble de Xirivella ha estat lligat a l'advocació de la Mare de Déu de la Salut, per a la qual celebren festes el dia 8 de setembre de cada any.

## Festivitat
Cada any el calendari litúrgic es repeteix. I és així perquè és just rememorar els grans esdeveniments de la història de la cristiandat. A Xirivella, cada 8 de setembre, la nativitat de la nostra Senyora, any rere any es recorda i se celebra, la troballa de la Mare de Déu de la Salut, la qual frueix d'una gran popularitat i devoció a tota la comarca de l'Horta. Té una quantitat immensa de devots, que acudeixen massivament a venerar-la durant tota l'octava de la seua festivitat.
La tradició conta que la imatge fou trobada per uns terrissers, mentre treien argila d'un clot. Quan cavaven, les seues ferramentes van topar-se amb una cosa que sonava a metall, i es van creure que havien trobat un tresor i van aprofundir-hi un poc. Descobriren aleshores una campana i, a sota, hi aparegué la imatge de la Verge. El lloc de la troballa està determinat per una menuda ermita alçada al mateix lloc on va ocórrer el fet. Encara existeix a la plaça del seu nom i s'hi conserva el clot d'on tragueren la imatge. Fins fa alguns anys l'envoltava el camp primitiu, sobre el qual hui s'ha edificat, i n'ha quedat inclòs l'edifici i la rodalia al mig del poble.

## Simbologia
La imatge de la Mare de Déu de la Salut és, com diem, el símbol de Xirivella. Convoca, reuneix, evoca, identifica... La imatge que en tenim no és pràcticament la que es va trobar. Ara bé, la devoció és la mateixa. I és que la desaparició de la talla no elimina la imatge verdadera. Segons les idees cristianes, la verdadera imatge de la qual és testimoni l'escultura substituïble és Maria de Natzaret, la Mare del Senyor del Nou Testament i de l'Església. Al·legòricament podem dir que ella és la imatge de l'obra de Déu en la Humanitat i de la resposta que aquesta és capaç de donar a la intervenció divina. Ella és el símbol que reuneix el que està allunyat, el que és distint, sense que perdem identitats.
La troballa de la primitiva imatge fou una entre d'altres, propiciada per la devoció mariana en una època de revifament eclesiàstic i de fervor emocional. Les imatges, ja des de l'època de la Reconquesta de Jaume I eren admeses com a elements catequètics per als pocs instruïts. Des d'aleshores, comencen a aparèixer una sèrie de Marededéus, amb el Jesuset en braços, negres, que arranquen la tradició romana d'Orient, que vol veure'n l'origen en els "retrats de Maria" fets, segons llegendes pietoses, per Sant Lluc.

## Escultura
- Títol: Verge de la Salut.
- Autor/a: Desconegut.
- Data: No hi ha cap referència anterior al segle XVIII.
- Tècnica: Pedra procedent d'Almorquí. Aquest és el material de què està fet el cos, ja que el cap de la Verge i el Xiquet procedeixen de la primitiva imatge. Es desconeix el material dels esmentats testimonis.
- Mides: 80 cm

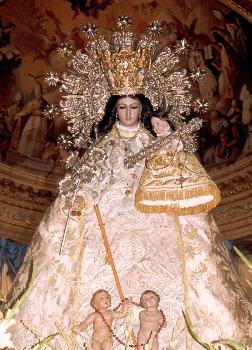

- Estat de conservació: Actualment el seu estat de conservació és bo. Tanmateix, s'ha d'assenyalar que la imatge fou reconstruïda l'any 1939 per Elias Cunyat. Aquesta reconstrucció es va fer afegint-hi el cos al cap de la Verge i al Xiquet que pertanyien a l'antiga imatge, la mà que actualment posseeix és de fusta i va ser feta a principis d'aquest segle. Aquesta substitució es va fer amb la finalitat de poder col·locar les arracades que oferien els devots. La mà original es va repartir com a relíquia.